# باشگاه فوتبال کریستال پالاس
باشگاه فوتبال کریستال پالاس (به انگلیسی: Crystal Palace Football Club) که معمولاً به اختصار پالاس نامیده می‌شود، یک باشگاه فوتبال حرفه‌ای مستقر در منطقه سلهرست، در جنوب لندن انگلستان است که در لیگ برتر، بالاترین سطح از فوتبال انگلیس، رقابت می‌کند. اگرچه این باشگاه رسماً در سال ۱۹۰۵ در ساختمان نمایشگاه بزرگ کریستال پالاس به عنوان یک تیم حرفه‌ای تأسیس شد، اما ریشه‌های شکل‌گیری این باشگاه به سال ۱۸۶۱ برمی‌گردد. این باشگاه در فاصله بین سال‌های ۱۹۰۵ تا ۱۹۱۵ از ورزشگاه فینال جام حذفی که در داخل محوطه ساختمان کریستال پالاس واقع شده بود برای بازی‌های خانگی خود استفاده می‌کرد. با آغاز جنگ جهانی اول، مجبور به ترک آنجا شدند و در سال ۱۹۲۴، به خانه فعلی خود در سلهرست پارک نقل مکان کردند. از مهم ترین افتخارات باشگاه فوتبال کریستال پالاس می توان به دو قهرمانی در لیگ دسته یک انگلیس، یک قهرمانی در لیگ دسته سه انگلیس و یک قهرمانی و دو نایب قهرمانی در جام حذفی انگلیس اشاره کرد.
در سال‌های اولیه شکل‌گیری، پالاس به عنوان یک باشگاه حرفه‌ای در لیگ جنوبی شرکت و عناوین منطقه‌ای مختلفی را کسب کرد. در سال ۱۹۲۰ به لیگ فوتبال راه یافت و در طول تاریخ خود، عمدتاً در دو سطح برتر فوتبال انگلیس رقابت کرده است. از سال ۱۹۶۴، پالاس تنها یک بار و به مدت سه فصل، بین سال‌های ۱۹۷۴ تا ۱۹۷۷، به زیر سطح دوم فوتبال انگلیس سقوط کرد. در اواخر دهه ۱۹۸۰ و اوایل دهه ۱۹۹۰، پالاس یکی از قدرت‌های لیگ برتر شد و به فینال جام حذفی ۱۹۹۰ رسید و در فصل ۹۱–۱۹۹۰، آرسنال و لیورپول را برای کسب عنوان قهرمانی به چالش کشید اما در نهایت، در جایگاه سوم قرار گرفت که تا به امروز بهترین رتبه آنها در دسته اول است. با این حال، به دلیل ممنوعیت حضور باشگاه‌های انگلیسی در جام یوفا، از راهیابی به این رقابت‌ها در فصل بعد بازماند.
این باشگاه از اعضای بنیان‌گذار اولین دوره از لیگ برتر در فصل ۹۳–۱۹۹۲ بود، هرچند که در همان فصل سقوط کرد. پالاس در فصل‌های ۹۵–۱۹۹۴، ۹۸–۱۹۹۷ و ۰۵–۲۰۰۴ به لیگ برتر بازگشت و هر بار، حضورش تنها یک فصل دوام داشت و بلافاصله با سقوط مواجه شد. پس از هشت سال تلاش برای بازگشت به سطح اول، در سال ۲۰۱۳ با عنوان قهرمان چمپیونشیپ، بار دیگر به لیگ برتر صعود کرد و همچنان در جمع بیست تیم برتر فوتبال انگلستان باقی است. فصل ۲۶–۲۰۲۵، سیزدهمین فصل حضور متوالی پالاس در دسته برتر است که در تاریخ باشگاه رکوردی بی‌سابقه است. در سال‌های ۲۰۱۶ و ۲۰۲۵، پالاس به دو فینال جام حذفی رسید و در  فینال جام حذفی ۲۰۲۵ قهرمان شد. این جام بالاترین افتخار کسب شده توسط این تیم است.
رنگ لباس این باشگاه شرابی و آبی بود، اما در سال ۱۹۷۳، رنگ‌ها به قرمز و آبی با طرح راه‌راه عمودی که امروزه استفاده می‌شود، تغییر یافت. پالاس رقابتی دیرینه و شدید با برایتون دارد؛ رقابتی که در دهه ۱۹۷۰ شکل گرفت. میلوال و چارلتون اتلتیک، از دیگر رقبای سنتی باشگاه هستند.

## تاریخچه

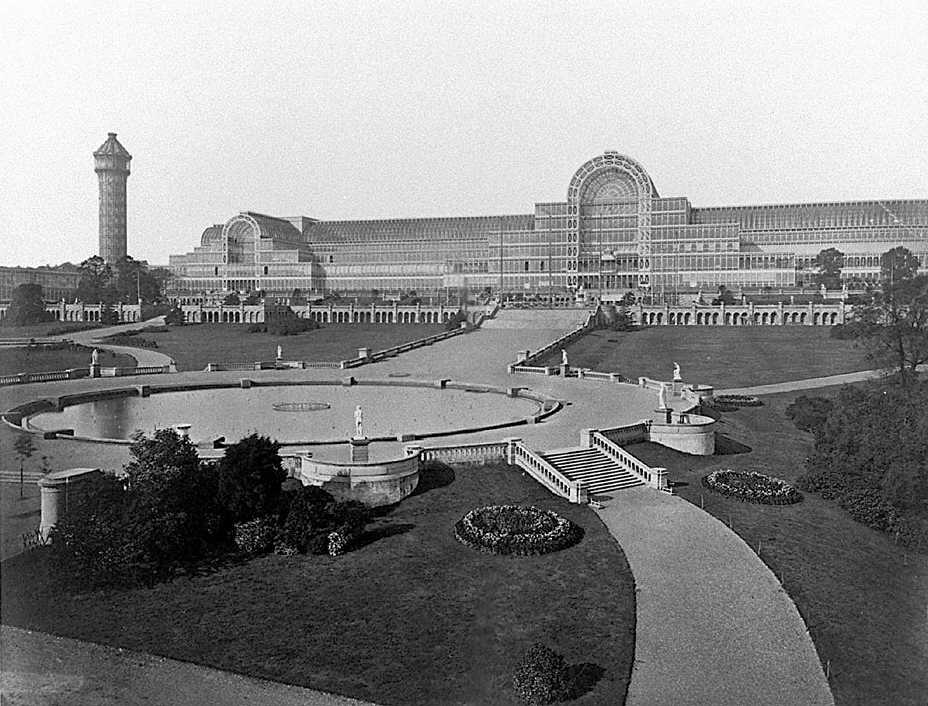
کریستال پالاس Exhibition building (1854)

### شرکت کریستال پالاس (۱۹۰۴–۱۸۵۴)
در سال ۱۸۵۴، ساختمان نمایشگاه کریستال پالاس از هاید پارک لندن به منطقه‌ای در جنوب لندن، در کنار سیدانم هیل، منتقل و بازسازی شد و نام آن به کریستال پالاس تغییر پیدا کرد. این منطقه شامل پارک کریستال پالاس بود که تأسیسات ورزشی مختلفی را دربرمی‌گرفت. شرکت کریستال پالاس که مالک ساختمان نمایشگاه بود، باشگاه کریستال پالاس را در سال ۱۸۵۷ برای بازی کریکت تأسیس کرد، قبل از اینکه توجه خود را به فوتبال معطوف کند. در آن زمان، اعضای باشگاه کریکت برای ادامه فعالیت‌های ورزشی خود در ماه‌های زمستان لابی کردند و این شرکت در سال ۱۸۶۱، یک باشگاه فوتبال آماتور به نام کریستال پالاس تشکیل داد. بسیاری از بازیکنان اصلی آن تیم، عضو باشگاه کریکت بودند و همان پارک کریستال پالاس، زمین بازی آنها بود.
در سال ۱۸۶۳، این باشگاه آماتور به یکی از اعضای اصلی بنیان‌گذار اتحادیه فوتبال انگلستان تبدیل شد و در اولین دوره از مسابقات جام حذفی در فصل ۷۲–۱۸۷۱ شرکت کرد که شکست مقابل رویال انجینیرز در مرحله نیمه‌نهایی، دستاورد نهایی‌شان .بود. پالاس در چهار فصل بعدی از جام حذفی نیز شرکت داشت، اما پس از بازی مقابل بارنز در ۱۸ دسامبر ۱۸۷۵، دیگر نشانی از این تیم در اسناد تاریخی پیدا نشد. در سال ۱۸۹۵، اتحادیه فوتبال به دنبال یک مکان جدید و ثابت برای برگزاری فینال جام حذفی بود و برای این منظور، استادیوم ورزشی در داخل محوطه کاخ را برگزید. چند سال بعد، شرکت کریستال پالاس، که درآمدش به فعالیت‌های توریستی متکی بود، تصمیم گرفت یک باشگاه فوتبال حرفه‌ای جدید تشکیل دهد و از این طریق جاذبه‌ای جدید برای ورزشگاه ایجاد کند. مالکان می‌خواستند باشگاهی در آنجا بازی کند و اینگونه، از پتانسیل عظیم جمعیت منطقه استفاده کنند.

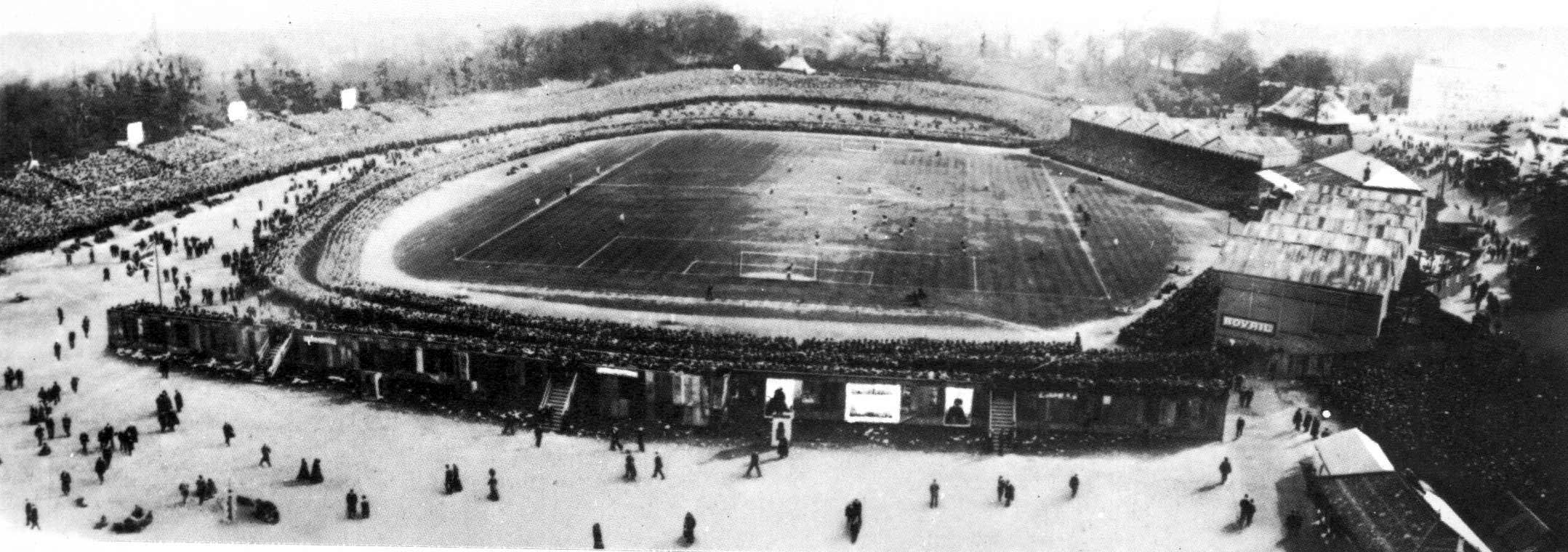
The فینال جام حذفی فوتبال انگلستان ۱۹۰۵ در ورزشگاه کریستال پالاس.

### تولد باشگاه حرفه‌ای و بازی در محل برگزاری فینال جام حذفی (۱۹۲۰–۱۹۰۵)
در تاریخ ۱۰ سپتامبر ۱۹۰۵، باشگاه فوتبال حرفه‌ای کریستال پالاس تحت هدایت ادموند گودمن، معاون دبیر باشگاه استون ویلا، ایجاد شد. این باشگاه برای عضویت در لیگ فوتبال درخواست داد، اما درخواستش رد شد و در عوض، برای فصل ۰۶–۱۹۰۵ در دسته دوم لیگ جنوبی قرار گرفت. پالاس در همان اولین فصل، موفق شد با عنوان قهرمان، به لیگ دسته اول جنوب صعود کند. آنها همچنین در لیگ یونایتد رقابت داشتند که در اواسط هفته برگزار می‌شد و پس از واتفورد نایب قهرمان شدند؛ در همین رقابت‌ها بود که باشگاه اولین بازی خود را انجام داد و با نتیجه ۳–۰  میزبانش نیو برومپتن را شکست داد.

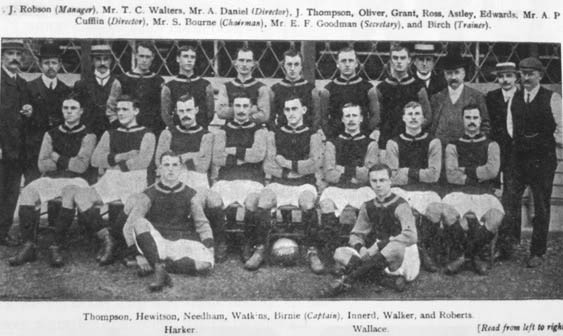
تیم کریستال پالاس (۰۶–۱۹۰۵)

پالاس تا سال ۱۹۱۴ در لیگ جنوب باقی ماند و یکی از پیروزی‌های بزرگ آنها، پیروزی شوکه‌کننده در دور اول از جام حذفی سال ۱۹۰۷ مقابل نیوکاسل یونایتد بود. با آغاز جنگ جهانی اول، کریستال پالاس و زمین‌های آن توسط نیروی دریایی مصادره شد، در نتیجه باشگاه مجبور به ترک آنجا شد و به پیست دوچرخه‌سواری هرن هیل در همان نزدیکی نقل مکان کرد که ورزشگاه خانگی وست نوروود بود. سه سال بعد، پالاس بار دیگر و این بار به زمین نست نقل مکان کرد که متعلق به باشگاه تازه منحل شده کرویدون کامن بود.

#### بمب‌گذاری در فینال جام حذفی فوتبال انگلستان ۱۹۱۳
در یک بمب‌گذاری تروریستی در فینال جام حذفی فوتبال انگلستان ۱۹۱۳، ورزشگاه پالاس تقریباً ویران شد. در این حادثه، سافرجت‌های اتحادیه سیاسی اجتماعی زنان، نقشه انفجار جایگاه تماشاگران را کشیده بودند. این بمب‌گذاری، بخشی از کمپین بمب‌گذاری و آتش‌افروزی سافرجت‌ها در سراسر کشور بود که با انگیزه‌های سیاسی انجام شد و بخشی از کمپینشان برای حق رأی زنان بود.

### ورود به لیگ فوتبال (۱۹۵۸–۱۹۲۰)
در فصل ۲۱–۱۹۲۰، این باشگاه از بنیان‌گذاران دسته سوم لیگ فوتبال و قهرمان فصل آغازین آن شد و به دسته دوم صعود کرد. با این دستاورد، پالاس در کنار پرستون نورث اند، اسمال هیث، لیورپول و بری تنها باشگاه‌هایی بودند که در اولین فصل حضورشان در یک دسته از لیگ فوتبال، قهرمانی را کسب می‌کردند. در سال ۱۹۲۴، پالاس به ورزشگاه نوساخت سلهرست پارک نقل مکان کرد که تا امروز میزبان بازی‌های خانگی‌شان است.
سلهرست پارک در یک بازی مقابل شفیلد ونزدی با حضور ۲۵٬۰۰۰ تماشاگر افتتاح شد و شکست ۱–۰ نتیجه‌اش بود. فصل ۲۵–۱۹۲۴ در جایگاه بیست و یکم به اتمام رسید و پالاس به دسته سوم جنوب سقوط کرد. قبل از شروع جنگ جهانی دوم، پالاس تلاش‌های بسیاری برای بازگشت به دسته دوم انجام داد و بیشتر فصل‌ها در نیمه بالای جدول قرار می‌گرفت و در سه دوره نایب قهرمان شد. در طول سال‌های جنگ، لیگ فوتبال به حال تعلیق درآمد و لیگ دوران جنگ جایگزین شد که دو عنوان قهرمانی، دستاورد پالاس در این لیگ موقت بود. پس از جنگ، پالاس توفیق کمتری در لیگ داشت و تا فصل ۶۱–۱۹۶۰، بالاترین رتبه‌شان هفتم بود و حتی در سه فصل، باشگاه برای ابقاء در لیگ فوتبال، داوطلب تجدید انتخاب شد.

### دیدار تاریخی با رئال مادرید و صعود به لیگ برتر (۱۹۷۳–۱۹۵۸)

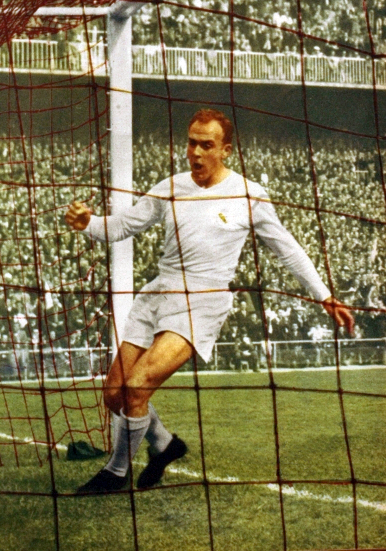
آلفردو دی استفانو که در سال ۱۹۶۲ برای رئال مادرید مقابل پالاس بازی کرد. روزنامه کرویدون ادورتایزر گزارش داد که «حرکت او که منجر به گل چهارم مادرید، مثل آب خوردن بود.»

تا پایان فصل ۵۸–۱۹۵۷، پالاس در دسته سوم جنوب باقی ماند. در انتهای همان فصل، با ادغام باشگاه‌های نیمه پایین جدول در دسته سوم جنوب و باشگاه‌های نیمه پایین جدول در دسته سوم شمال، لیگ دسته چهارم شکل گرفت. پالاس که در رتبه چهاردهم لیگ جنوب قرار گرفته بود، در این دسته تازه قرار گرفت که پایین‌ترین سطح از لیگ فوتبال بود. در آوریل ۱۹۶۰، آرتور ویت، رئیس پالاس، مربیگری باشگاهش را به آرتور روو سپرد که سابقه هدایت تاتنهام را در کارنامه داشت. تماشای سبک هیجان‌انگیز او در فوتبال، برای هواداران پالاس مایه مسرت بود. به لطف روو، حضورشان در دسته چهارم کوتاه بود و در قامت نائب قهرمان فصل ۶۱–۱۹۶۰، به دسته سوم صعود کرد. در سال ۱۹۶۲ و تنها دو هفته قبل از آنکه رئال مادرید در فینال جام اروپا به مصاف بنفیکا برود، پالاس در یک بازی دوستانه تاریخی مقابل این تیم بزرگ قرار گرفت که افتخار بزرگی برایشان بود. این اولین باری بود که لندن، میزبان یکی از غول‌های اسپانیایی می‌شد و تیم قدرتمند مادریدی پالاس را ۴–۳ شکست داد. اگرچه روو به دلیل مشکلات سلامتی‌اش، در اواخر سال ۱۹۶۲ استعفا داد، اما این صعود نقطه عطفی در تاریخ باشگاه بود و پس از او، دیک گراهام و سپس برت هد، تیم را در سال‌های ۱۹۶۴ و ۱۹۶۹ به ترتیب به دسته‌های بالاتر بردند تا آنجا که پالاس، فصل ۷۰–۱۹۶۹ را در دسته برتر رقابت کرد.
پالاس از سال ۱۹۶۹ تا ۱۹۷۳ در دسته اول ماند و نتایجی به یاد ماندنی کسب کرد که مسلماً بهترین آنها پیروزی خانگی ۵–۰ مقابل منچستر یونایتد در فصل ۷۳–۱۹۷۲ بود. در آن فصل، آرتور ویت از ریاست باشگاه کناره‌گیری کرد و ریموند بلوی جایگزین او شد. بلوی، برت هد را مدیر کل کرد و مالکوم الیسون را به جای او در جایگاه سرمربی قرار داد اما این تغییر مسئولیت‌ها خیلی دیر انجام شد و نتوانست باشگاه را از سقوط به دسته دوم نجات دهد.

### صعود و سقوط به دسته‌های مختلف (۱۹۸۴–۱۹۷۳)
سقوط از دسته اول، ناامیدکننده بود اما در فصل بعد، عملکرد باشگاه حتی بدتر هم شد. تحت مربیگری آلیسون، پالاس دومین سقوط متوالی خود را تجربه کرد و در فصل ۷۵–۱۹۷۴ تا دسته سوم پسرفت. در دوران آلیسون، باشگاه لقب خود را از «شیشه‌برها» به «عقاب‌ها» تغییر داد و نوارهای عمودی قرمز و آبی لباس باشگاه را که امروزه استفاده می‌شود جایگزین رنگ‌های شرابی و آبی در طرح آن زمان کرد. در جام حذفی ۷۶–۱۹۷۵، پالاس با پشت سر گذاشتن لیدز و چلسی، خود را به نیمه‌نهایی در استمفورد بریج رساند، اما با نتیجه ۲–۰ به قهرمان نهائی، ساوت‌همپتون باخت. آلیسون که از رساندن باشگاه به دسته دوم ناکام بود، در انتهای آن فصل استعفا داد و تری ونبلز هدایت تیم را به دست گرفت و با او، پالاس در فصل ۷۷–۱۹۷۶ به دسته دوم صعود کرد و سپس با قهرمانی در سال ۱۹۷۹ به دسته اول بازگشت.
در سال ۱۹۷۹، تعدادی بازیکن جوان و مستعد به پالاس اضافه شدند که از تیم قهرمان جام حذفی جوانان در سال‌های ۷۷–۱۹۷۶ و ۷۸–۱۹۷۷ بودند و تیم آن سال، «تیم دهه هشتاد» لقب گرفت. این تیم در اوایل فصل ۸۰–۱۹۷۹ برای مدت کوتاهی در صدر دسته اول قرار گرفت، با این حال، مشکلات مالی گریبان باشگاه را گرفت و آن تیم جوان و مستعد از هم پاشید. پالاس جایگاه خود را در دسته اول از دست داد و در فصل ۸۱–۱۹۸۰ سقوط کرد. در همین زمان ران نوادس مالکیت باشگاه را تصاحب کرد و آلن مولری، سرمربی سابق برایتون، را سرمربی کرد که در بین هواداران پالاس بسیار منفور بود.

### سال‌های استیو کاپل (۱۹۹۳–۱۹۸۴)
استیو کاپل، بازیکن سابق منچستر یونایتد و تیم ملی انگلیس، که به تازگی به دلیل مصدومیت از فوتبال خداحافظی کرده بود، در ۴ ژوئن ۱۹۸۴، به عنوان سرمربی پالاس منصوب شد. در طول چند سال آینده، کاپل به تدریج تیم را بازسازی کرد و سرانجام در فصل ۸۹–۱۹۸۸ با پیروزی در بازی‌های پلی‌آف، پالاس را به دسته اول بازگرداند. موفقیت بعدی تیم کاپل، رسیدن به فینال جام حذفی ۱۹۹۰  بود؛ در بازی اول مقابل منچستر یونایتد، پس از وقت‌های معمول و اضافه، کار به تساوی ۳–۳ کشید و در بازی مجدد، تک گل یونایتد فرصت قهرمانی را از پالاس گرفت. اما تیم تحت هدایت کاپل، همچنان پیشرفت داشت و در فصل ۹۱–۱۹۹۰ همراه با آرسنال و لیورپول از مدعیان قهرمانی لیگ بود، اگرچه در نهایت فصل را در جایگاه سوم به پایان رساند که بالاترین رتبه آنها در لیگ تا به امروز است. پس از فاجعه ورزشگاه هیسل، به دلیل ممنوعیت حضور باشگاه‌های انگلیسی، پالاس از کسب سهمیه اروپایی در پایان آن فصل بازماند. با اینکه در آن زمان ممنوعیت لغو شده بود، اما انگلیس در رتبه‌بندی ضریب یوفا که در آن فصل استفاده می‌شد، رتبه‌ای نداشت، به این معنی که لیگ برتر انگلیس تنها یک سهمیه اروپایی در جام یوفا داشت و آن سهمیه به لیورپول نایب قهرمان رسید. فصل اما برای پالاس بدون جام سپری نشد و در فینال فول ممبرز کاپ به میزبانی ومبلی، با پیروزی ۴–۱ در وقت‌های اضافه مقابل اورتون، عنوان قهرمانی را به دست آورد. در طول فصل بعد، ایان رایت، مهاجم ستاره باشگاه، پالاس را به مقصد آرسنال ترک کرد. فصل ۹۲–۱۹۹۱ در خانه دهم به پایان رسید و در فصل بعد، پالاس یکی از اعضای بنیان‌گذار لیگ برتر شد.
پالاس دیگر مهاجم برتر خود، مارک برایت را به شفیلد ونزدی فروخت و گلزنی، نقطه ضعف باشگاه در طول فصلی شد که با سقوط باشگاه به پایان رسید. از میان دو تیم اولدهام اتلتیک و پالاس، به واسطه تفاضل گل پایین‌تر، قرعه سومین تیم سقوط کننده از لیگ برتر به نام پالاس درآمد، اگرچه با کسب ۴۹ امتیاز، پالاس به رکوردی در لیگ برتر دست یافت که هنوز هم با عنوان «بیشترین امتیاز برای یک باشگاه سقوط کرده به دسته پایین‌تر» پابرجاست. در انتهای فصل، کاپل استعفا داد و دستیارش، آلن اسمیت، جانشین او شد.

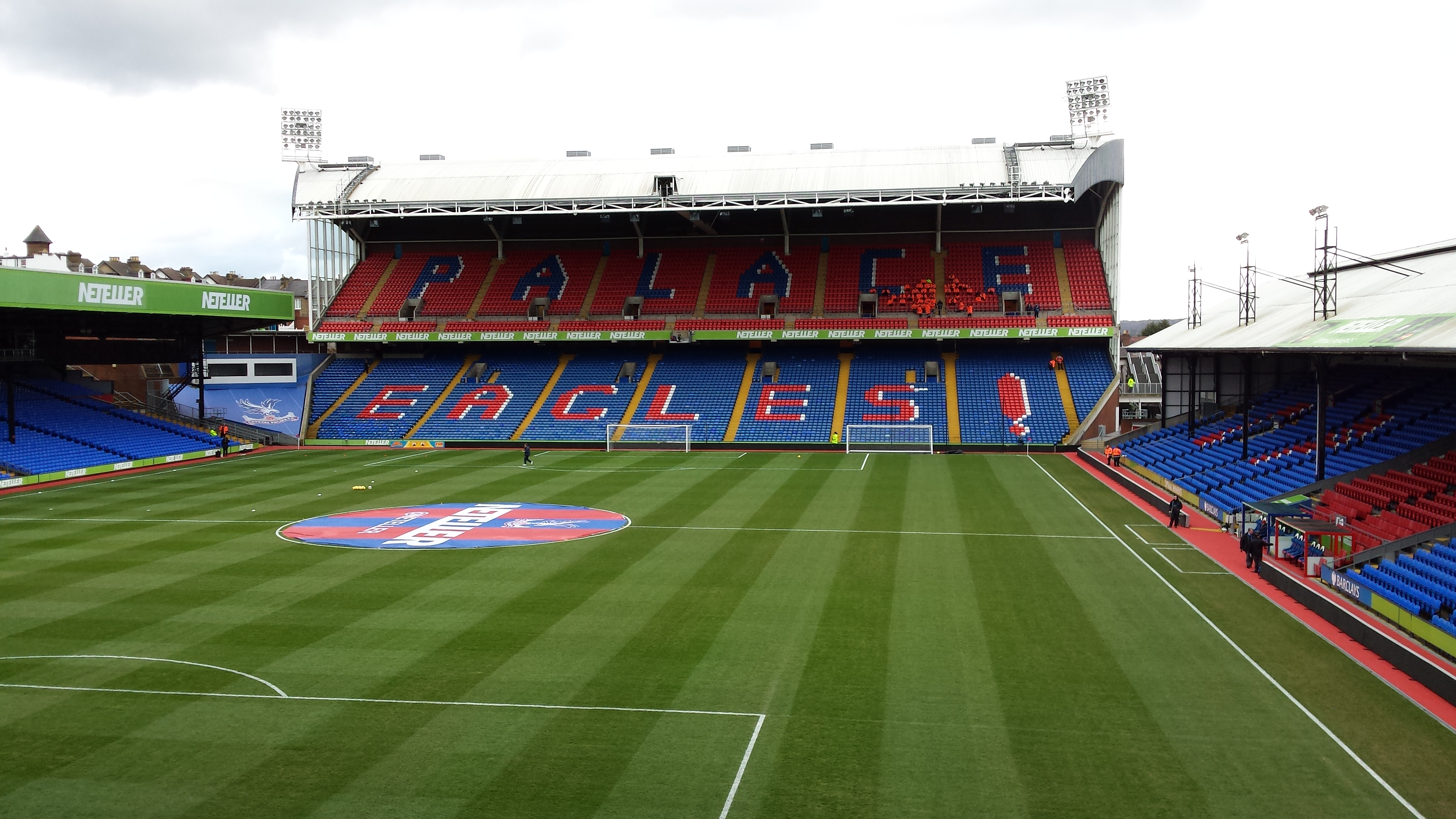
جایگاه هولمزدیل رود در سلهرست پارک، که در فصل ۹۵–۱۹۹۴ ساخته شده است.

### سال‌های پرتلاطم (۱۹۹۸–۱۹۹۳)
ثمره اولین فصل مربیگری آلن اسمیت، قهرمانی پالاس در دسته اول و بازگشت دوباره به لیگ برتر بود. بازگشتی که هم پرماجرا و هم جنجالی بود. در ۲۵ ژانویه ۱۹۹۵، پالاس در سلهرست پارک میزبان منچستر یونایتد بود که اخراج اریک کانتونا، مهاجم یونایتد، از حواشی این بازی بود. ماجرا اینگونه بود که یکی از هواداران پالاس به نام متیو سیمونز، کانتونا را به تمسخر گرفت و مهاجم یونایتد با یک لگد تمسخرش را تلافی کرد. کانتونا به دو هفته زندان محکوم شد, که در دادگاه تجدیدنظر به ۱۲۰ ساعت خدمات اجتماعی تقلیل داده شد. سیمونز بلافاصله از حضور در سلهرست پارک محروم شد و بعداً به اتهام تهدید کانتونا مجرم شناخته شد. در ماه مارس، کریس آرمسترانگ، مهاجم پالاس، به دلیل نمونه مثبت آزمایش مواد مخدر، توسط اتحادیه فوتبال انگلیس محروم شد. جدا از این حواشی، تیم اسمیت تا نیمه‌نهایی جام حذفی و جام اتحادیه بالا رفت، اما عملکرد ناپایدارشان در لیگ، پالاس را به یکی از گزینه‌های سقوط تبدیل کرد و در انتهای فصل، چهارمین خانه جدول از پائین سهمشان شد، اما به دلیل کاهش تعداد تیم‌های لیگ برتر از ۲۲ به ۲۰، پالاس به دسته اول بازگشت.
اسمیت باشگاه را ترک کرد و در تابستان ۱۹۹۵، استیو کاپل به عنوان مدیر فنی بازگشت و با حضور موقت ری لوینگتون و بعداً مربیگری دیو باست، پالاس به پلی‌آف صعود رسید. در فینال پلی‌آف دسته اول ۱۹۹۶، استیو کلاریج با گل خود در آخرین دقیقه از وقت اضافه دوم، لستر سیتی را به پیروزی ۲–۱ رساند و شکست دراماتیک پالاس را رقم زد. در ابتدای سال ۱۹۹۷، باست به ناتینگهام فارست رفت و کاپل هدایت تیم را بر عهده گرفت و با او، پالاس برای دومین سال متوالی به بازی نهائی پلی‌آف در ومبلی رسید، اما این بار با یک گل، حریفش، شفیلد یونایتد را مغلوب کرد و به جمع تیم‌های لیگ برتر پیوست.
سومین فصل حضور باشگاه در لیگ برتر، موفقیت‌آمیزتر از دو حضور قبلی نبود و پالاس به سبک یک باشگاه آسانسوری، در پایان فصل ۹۸–۱۹۹۷ دوباره به دسته اول سقوط کرد. مالکیت باشگاه نیز تغییر کرد و در ژوئن ۱۹۹۸، پالاس به دست سرمایه‌دار بزرگی به نام مارک گلدبرگ تصاحب شد.

### بحران مالی و بازیابی (۲۰۱۳–۱۹۹۸)
تری ونبلز برای دومین بار به عنوان سرمربی به پالاس بازگشت و در تابستان، تیمش در رقابت‌های اروپایی جام اینترتوتو یوفا شرکت کرد. در سال ۱۹۹۹، مارک گلدبرگ، دیگر قادر به حفظ حمایت مالی از باشگاهش نبود و پالاس تحت قیمومیت اداری درآمد. ونبلز سکان هدایت تیم را به استیو کاپل سپرد. سپس باشگاه از مالکیت سایمون جردن خارج شد و کاپل برای دومین بار جای خود را به آلن اسمیت داد. پالاس در اولین فصل مالکیتش به دست جردن، در فصل ۰۱–۲۰۰۰، تقریباً به دسته سوم سقوط کرد. اسمیت در ماه آوریل اخراج شد و استیو کمبر، مربی باسابقه، موقتا بر مسند مربیگری نشست و موفق شد تیم را در دو بازی باقی مانده از فصل که بقای پالاس را تضمین می‌کرد، به پیروزی برساند. در آخرین بازی فصل مقابل استوک‌پورت کانتی، تک گل دوگی فریدمن در دقیقه ۸۷، پالاس را از سقوط نجات داد. برای فصل ۰۲–۲۰۰۱، استیو بروس، کاپیتان سابق منچستر یونایتد، به عنوان سرمربی منصوب شد. با او، فصل به خوبی آغاز و امیدها برای صعود زنده شد، اما پس از چهار ماه، بروس با پیشنهاد سرمربیگری بیرمنگام سیتی رو‌به‌رو و خواهان ترک باشگاه شد. پس از یک دوره کوتاه مرخصی، سرانجام بروس به بیرمنگام پیوست و تروور فرانسیس که پیش از او در بیرمنگام بود.
در دوران فرانسیس، پالاس برای دو فصل متوالی در میانه جدول قرار گرفت، با این حال، او اخراج و کار به استیو کمبر سپرده شد که هدایت دائم تیم را به دست گرفت. سه پیروزی در ابتدای فصل ۰۴–۲۰۰۳، پالاس را به صدر جدول برد، اما پس از آن، تیم کمبر افت وحشتناکی را تجربه کرد تا آنجاکه به منطقه سقوط نزدیک شد و همین، سبب اخراجش در ماه نوامبر بود. مهاجم سابق پالاس، ایان داوی، در قامت سرمربی به باشگاهش بازگشت و تیم را به فینال پلی‌آف رساند و با پیروزی ۱–۰ مقابل وست‌هام، راهی لیگ برترشان کرد. پالاس اما طبق روال همیشگی‌اش نتوانست خود را در لیگ برتر حفظ کند و در آخرین هفته، اگرچه می‌توانست با پیروزی، خود را در جمع بیست تیم برتر نگه‌دارد، اما با تساوی مقابل رقیب محلی‌اش چارلتون اتلتیک، سقوط کرد.

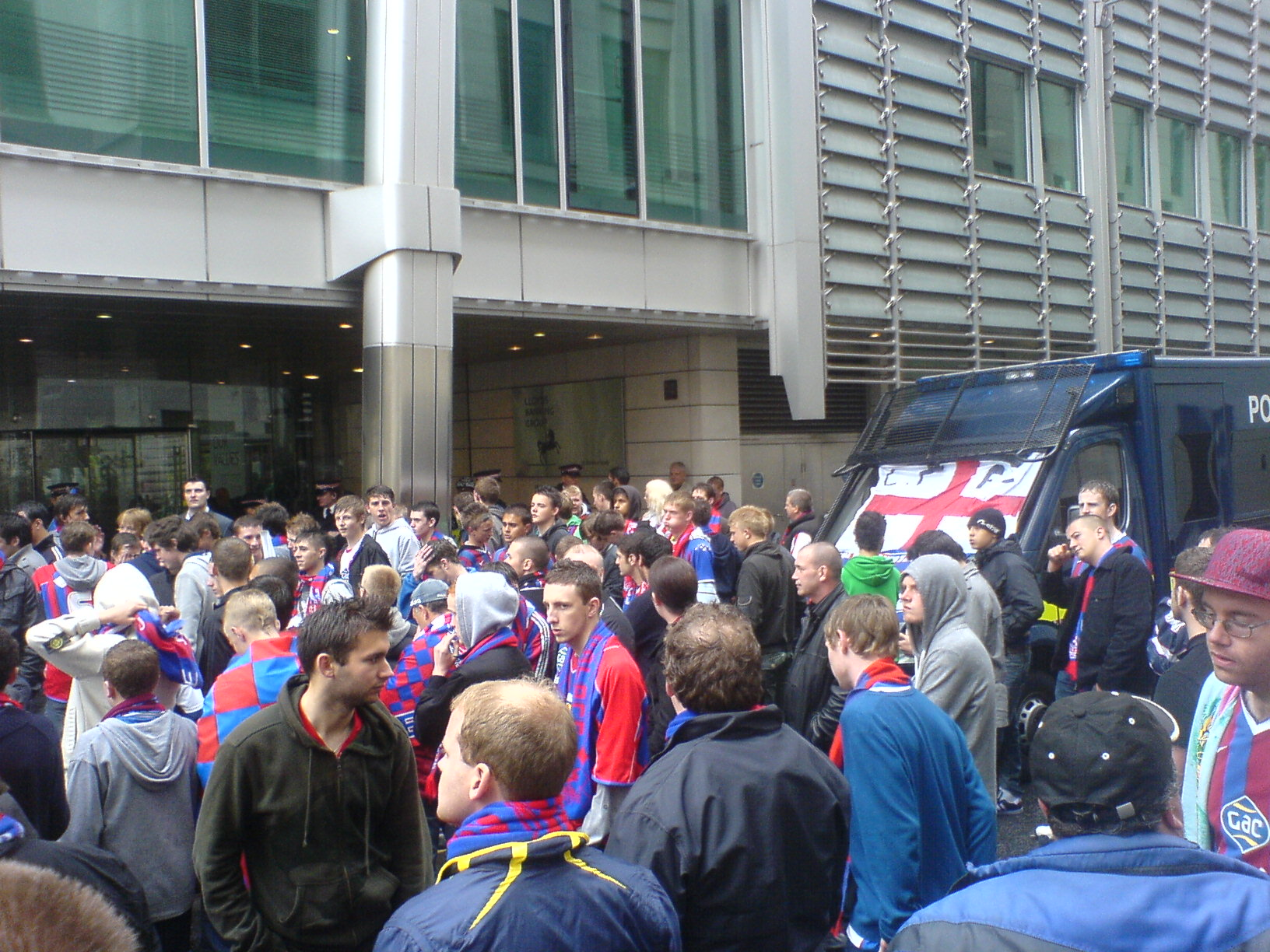
اعتراض هواداران کریستال پالاس بیرون از دفتر مرکزی لویدز که با اضطراب منتظر اخبارند، لندن، ۱ ژوئن ۲۰۱۰.

طی چند سال بعد از این سقوط، سایمون جردن نتوانست باشگاه را در وضعیت مالی مناسبی قرار دهد و در ژانویه ۲۰۱۰، پالاس بار دیگر و این بار توسط یک طلبکار، در وضعیت مدیریتی قرار گرفت. به دلیل مقررات لیگ فوتبال، ده امتیاز از باشگاه کسر شد و مدیران شرکت مجبور به فروش بازیکنان کلیدی از جمله ویکتور موزس و ژوزه فونت شدند. نیل وارناک نیز در اوایل سال ۲۰۱۰ از سمت سرمربیگری کنار رفته بود. او در سال ۲۰۰۷، جایگزین پیتر تیلور، بازیکن سابق و محبوب پالاس، شده بود که مدت کوتاهی به عنوان سرمربی فعالیت می‌کرد. در روزهای پایانی فصل، پال هارت موقتا سرمربی شد و در هفته آخر، تساوی خاطره‌انگیز ۲–۲ مقابل شفیلد ونزدی ضامن بقای پالاس در چمپیونشیپ و منجر به سقوط ونزدی به دسته پایین‌تر شد.
در پایان آن فصل، کنسرسیومی به نام «CPFC ۲۰۱۰»، متشکل از چندین هوادار ثروتمند باشگاه، با موفقیت مذاکرات خرید باشگاه را انجام داد. اعضای این کنسرسیوم چهار نفره،استیو پریش، استفن بروت، جرمی هاسکینگ و مارتین لانگ بودند و از میانشان، پریش نماینده رسمی و رهبرشان بود. همچنین، هواداران پالاس در قالب یک کمپین به بانک لویدز فشار آوردند تا ورزشگاهشان به باشگاه بازگردانده شود و این کنسرسیوم، مالکیت مطلق سلهرست پارک را به دست آورد تا از این کمپین قدردانی کرده باشد.
کنسرسیوم «CPFC ۲۰۱۰»، بلافاصله جورج بارلی را سرمربی جدید پالاس کرد. با این حال، شروع ضعیف در فصل بعد باشگاه را تا دسامبر به قعر جدول رساند. در ۱ ژانویه ۲۰۱۱ و پس از شکست ۳–۰ مقابل میلوال، برلی اخراج شد و دستیارش، داگی فریدمن، موقتا کار را به دست گرفت و کمی بیش از یک هفته بعد، سرمربی تمام وقت شد. پالاس در جدول صعود کرد و در ۳۰ آوریل با کسب تساوی ۱–۱ مقابل هال سیتی، در حالی که یک بازی از فصل باقی مانده بود، از سقوط در امان ماند. فریدمن، یک سال و نیم دیگر بر منصبش ماند، تا آنکه در ۲۳ اکتبر ۲۰۱۲، تیمش را به قصد هدایت بولتون واندررز ترک کرد. یک ماه بعد، ایان هالووی جایگزین او شد که تیم را به فینال پلی‌آف چمپیونشیپ در ومبلی جدید رساند و با پیروزی ۱–۰ مقابل واتفورد، پالاس را پس از هشت سال غیبت به لیگ برتر بازگرداند.

### بازگشت به لیگ برتر، کسب اولین جام بزرگ و رقابت در اروپا (اکنون–۲۰۱۳)
هالووی در اکتبر ۲۰۱۳ استعفا داد و پس از او، تونی پولیس روی کار آمد که برای اولین بار، مانع از سقوط باشگاه بلافاصله پس از صعود به لیگ برتر شد و این دستاورد، جایزه بهترین مربی لیگ برتر در فصل ۱۴–۲۰۱۳ را برایش به ارمغان داشت، با این حال دو روز مانده به آغاز فصل بعد، او استعفا داد و نیل وارناک برای دومین بار سکاندار پالاس شد اما عملکرد ناموفقش در آغاز فصل ۱۵–۲۰۱۴، سبب شد تا از ژانویه ۲۰۱۵، پالاس فصل را با هافبک سابقش، آلن پاردیو ادامه دهد. پاردیو، پالاس را در انتهای فصل به رتبه دهم رساند که بالاترین رتبه‌شان در لیگ برتر تا آن زمان بود. در فصل ۱۶–۲۰۱۵، او پالاس را پس از ۲۶ سال به فینال جام حذفی رساند و همچون تجربه قبلیشان در فینال، منچستر یونایتد رقیبشان بود که پس از تساوی ۱–۱ در وقت معمول، گل یونایتد در دقیقه ۱۱۰ از وقت اضافه، مانع قهرمانی‌شان شد. در دسامبر ۲۰۱۶، پس از کسب نتایج ضعیف، پاردو اخراج و سم الردایس جایگزین او شد. الردایس باشگاه را در لیگ برتر نگه داشت، اما در پایان فصل ۱۷–۲۰۱۶ به شکل غیرمنتظره‌ای استعفا داد.
در ۲۶ ژوئن ۲۰۱۷، فرانک دی بوئر با عنوان اولین سرمربی خارجی، به پالاس آمد، اما تنها پس از ۷۷ روز برکنار شد، چراکه تیم او چهار بازی اول لیگ را در آغاز فصل ۱۸–۲۰۱۷ باخته و در هیچ کدامشان، موفق به گلزنی نشده بود. روز بعد، روی هاجسون، سرمربی سابق تیم ملی انگلیس، به عنوان مربی معرفی شد و او پالاس را در آن فصل به رتبه یازدهم، در فصل ۱۹–۲۰۱۸ به رتبه دوازدهم و در فصل ۲۰–۲۰۱۹ به رتبه چهاردهم رساند. در ۱۸ مه ۲۰۲۱، باشگاه اعلام کرد که هاجسون پس از پایان قراردادش در انتهای فصل ۲۱–۲۰۲۰ باشگاه را ترک خواهد کرد؛ برای دومین فصل متوالی، پالاس کارش را در رده چهاردهم پایان داد.

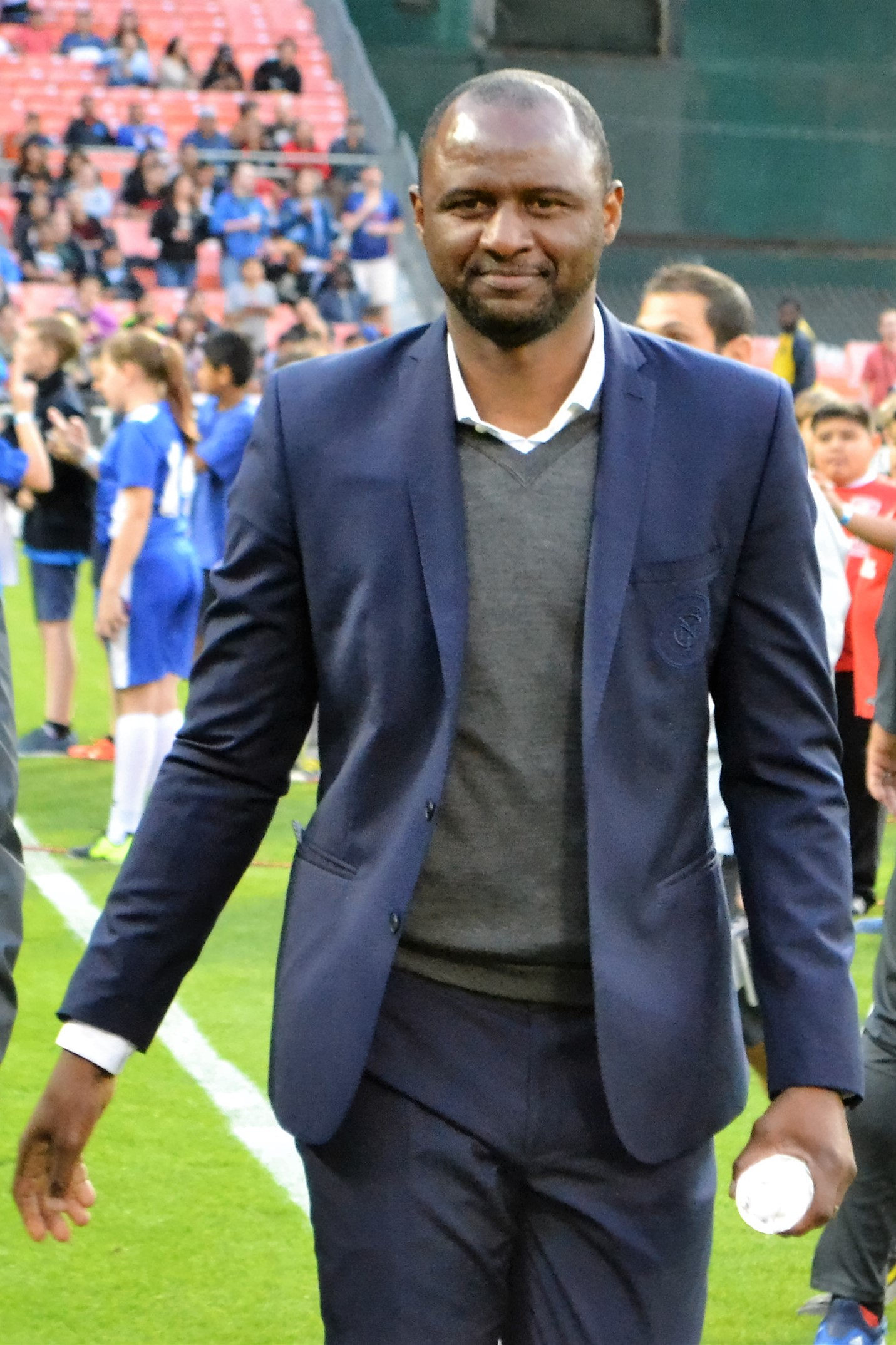
پاتریک ویرا، مربی پالاس در فاصله ۲۰۲۱ تا ۲۰۲۳.

در ۴ ژوئیه ۲۰۲۱، پاتریک ویرا، کاپیتان سابق آرسنال با قراردادی سه ساله به عنوان سرمربی جدید منصوب شد. ویرا، تیمش را به نیمه‌نهایی جام حذفی رساند و فصل ۲۲–۲۰۲۱ از لیگ برتر را دو پله بالاتر از هاجسون با مقام دوازدهم پایان داد، اما در طول فصل ۲۳–۲۰۲۲، پس از ۱۲ بازی بدون برد، در حالی‌که پالاس تنها سه امتیاز بالاتر از منطقه سقوط قرار داشت، ویرا اخراج شد. چهار روز بعد در ۲۱ مارس ۲۰۲۳، باشگاه بار دیگر به هاجسون روی آورد و تا پایان فصل کار به او سپرده شد. او تیم را از منطقه خطر نجات داد و نهایتا در خانه یازدهم قرارشان داد. در ۳ ژوئیه، هاجسون برای دومین بار به عنوان سرمربی دائم منصوب شد، اگرچه در اواسط فصل ۲۴–۲۰۲۳ از سمتش کناره‌گیری کرد.
هاجسون، کارش را به الیور گلاسنر اتریشی، سرمربی سابق آینتراخت فرانکفورت سپرد. تحت هدایت گلاسنر، پالاس فصل ۲۴–۲۰۲۳ را با ۴۹ امتیاز در خانه دهم به پایان رساند که در کسب رتبه و همچنین در مجموع امتیاز، بهترین عملکرد آنها در یک فصل از لیگ برتر بود. به دنبال آن، چهار بازیکن پالاس، ابرچی ازه، مارک گی‌هی، دین هندرسون و آدام وارتون به تیم ملی انگلیس برای یورو ۲۰۲۴ دعوت شدند، که بیشترین دعوت‌شدگان از هر باشگاه دیگری برای انگلیس در این مسابقات بود. در فصل ۲۵–۲۰۲۴، پالاس کاملا در اختیار گلاسنر بود و او تیمش را به فینال جام حذفی مقابل منچستر سیتی رساند. با تک گل ایبرچی ازه در دقیقه ۱۶ از این بازی، اولین قهرمانی بزرگ تاریخ باشگاه و به دنبالش سهمیه لیگ اروپا به دست آمد. در لیگ، پالاس دوازدهم شد و برای سیزدهمین فصل متوالی در جمع بیست تیم برتر انگلستان باقی ماند.

## رنگ‌ها و نشان باشگاه
باشگاه آماتور اولیه، پیراهن‌های آبی و سفید با طرح حلقه‌ای و شورت آبی می‌پوشید، اگرچه تغییراتی در این مورد وجود داشت، اما تصور می‌شود اولین لباس آنها در سال ۱۸۶۱، آبی روشن با آستین سفید بود. هنگامی که باشگاه حرفه‌ای کریستال پالاس در سال ۱۹۰۵ تأسیس شد، رنگ‌های لباس آن در ابتدا پیراهن‌های شرابی با آستین‌های آبی و شورت سفید و جوراب‌هایی به رنگ شرابی بود. این رنگ‌ها، نتیجه نقش اساسی ادموند گودمن در شکل‌گیری باشگاه بود، او که کارمند استون ویلا بود، بعدها سرمربی پالاس شد. تا سال ۱۹۳۸، باشگاه به این طرح پایبند بود، تا اینکه تصمیم گرفتند، رنگ‌های شرابی و آبی را کنار بگذارند و پیراهن‌های سفید و شورت و جوراب‌های مشکی را انتخاب کنند. در فاصله سال‌های ۱۹۴۹ تا ۱۹۵۴، طرح و رنگ‌های سابق بازگشت، اما در سال ۱۹۵۵ باشگاه، طرح سفید و مشکی با تزئینات شرابی و آبی را برگزید و تا سال ۱۹۶۳ طرح‌های مختلفی با این ترکیب رنگ استفاده شد.
در سال ۱۹۶۳، باشگاه پیراهن‌های زرد رنگ را به عنوان رنگ‌های اصلی خود برگزید. در سال ۱۹۶۴ با الگوبرداری از رئال مادریدی که پالاس اخیراً در یک بازی دوستانه با آن بازی کرده بود، تیم سراپا سفیدپوش به میدان می‌رفت. پس از آن در سال ۱۹۶۶ به طرح پیراهن‌های راه‌راه شرابی و آبی با شورت سفید رسیدند و تا سال ۱۹۷۳، زمان روی کار آمدن مالکوم الیسون به عنوان سرمربی، با همین طرح ادامه داد. آلیسون با الهام از باشگاه بارسلونا، تصویر باشگاه را متحول کرد و نوارهای عمودی قرمز و آبی را برای رنگ باشگاه و لباس‌ها تیم به کار گرفت. پالاس از آن زمان تاکنون با رنگ‌های قرمز و آبی بازی کرده است، به جز در سال ۲۰۰۵، که صدمین سالگرد تاسیس باشگاه بود و تیم با نسخه‌ای از لباس‌های شرابی، آبی و سفید فصل ۷۲–۱۹۷۱ رقابت می‌کرد.

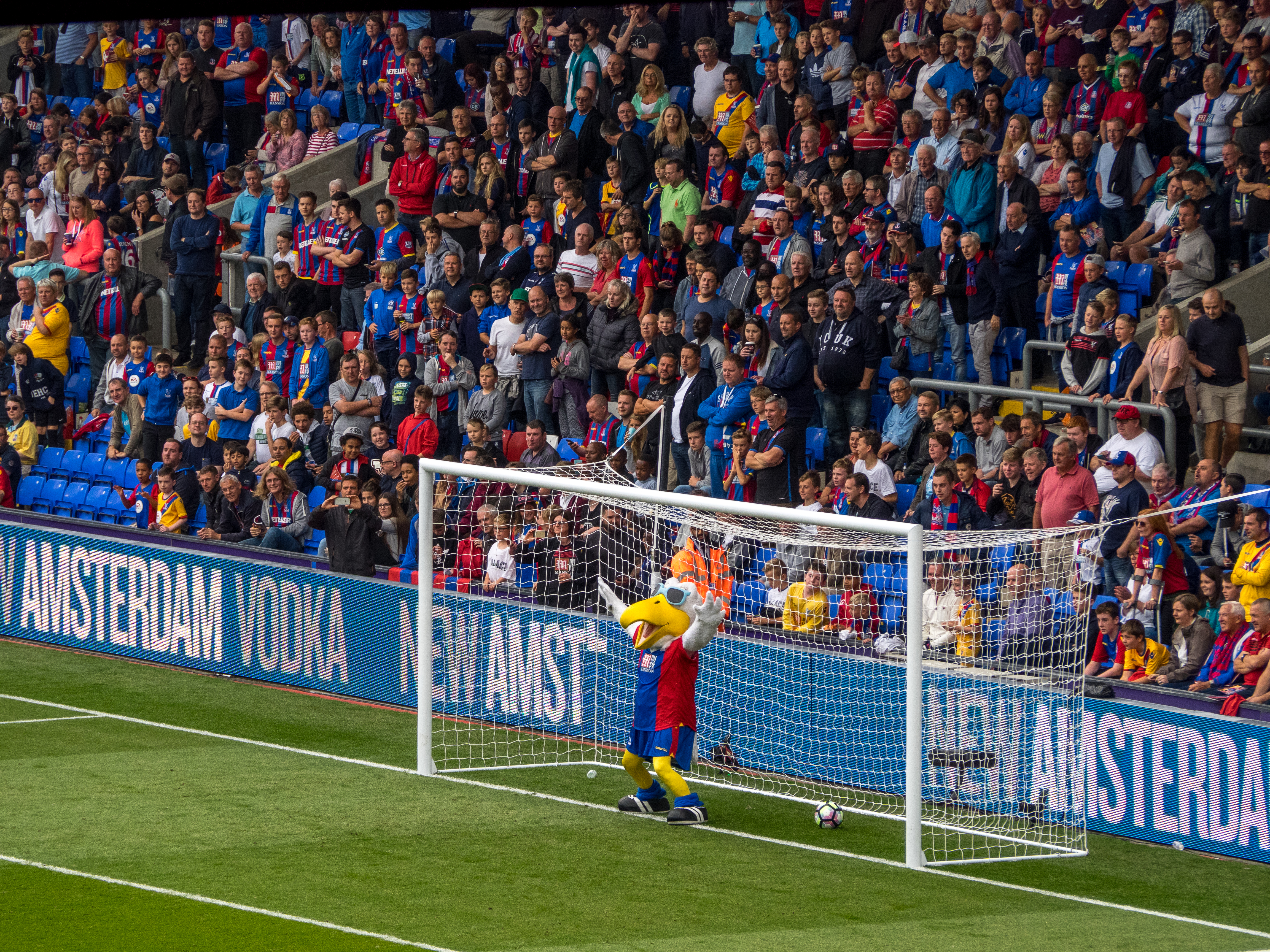
پیت عقاب - نماد باشگاه (۲۰۱۶).

پالاسی‌ها، خیلی دیر به فکر ایجاد یک نشان (آرم) مخصوص برای باشگاهشان افتادند. اگرچه حروف اول نام باشگاه از فصل ۳۶–۱۹۳۵ روی پیراهن گلدوزی شده بود، اما یک نشان با نمای کاخ کریستال در سال ۱۹۵۵ روی لباس نقش بست. این نشان در سال ۱۹۶۴ از پیراهن برداشته و در فاصله سال‌های ۱۹۶۷ تا ۱۹۷۲ نام تیم روی پیراهن‌ها گلدوزی شد. سپس در سال ۱۹۷۲ یک نشان گرد به کار برده شد که حروف اول نام باشگاه در آن گنجانده و لقبشان «شیشه‌برها»، پیرامون آن حک شده بود تا اینکه آلیسون با ورودش، همه را تغییر داد. با الهام از باشگاه پرتغالی بنفیکا، لقب باشگاه «عقاب‌ها»، و نشان باشگاه عقابی شد که یک توپ فوتبال را به چنگال گرفته بود. تا سال ۱۹۸۷، همین نشان باقی ماند، تا آنکه نماد عقاب با نمای کاخ کریستال ترکیب شد و نشان امروزی باشگاه کریستال پالاس پدید آمد، اگرچه در سال ۱۹۹۶ و بار دیگر در سال ۲۰۱۲، این نشان به‌روزرسانی شد، اما ویژگی‌های اصلیش را حفظ کرد. در ژوئن ۲۰۲۲، پالاس سال تأسیسش را که بر روی آرمش، ۱۹۰۵ ثبت شده بود به ۱۸۶۱ تغییر داد، که نشان دهنده زمانی است که باشگاه اصلی فوتبال کریستال پالاس شکل گرفت.
از اواسط سال ۲۰۱۰ تا سال ۲۰۲۰، این باشگاه از یک عقاب سرسفید آمریکایی به نام کایلا به عنوان نماد باشگاه استفاده می‌کرد و این پرنده در هر بازی خانگی از یک سر ورزشگاه به سر دیگر آن پرواز می‌کرد. این پرنده در ژوئن ۲۰۲۰ مرد.

## بازیکنان کنونی

### بازیکنان تیم اصلی
تا تاریخ ۱۰ اوت ۲۰۲۵
| شماره |          | پست       | بازیکن              |
| ----- | -------- | --------- | ------------------- |
| ۱     | انگلستان | دروازه‌بان | دین هندرسون         |
| ۲     | کلمبیا   | مدافع     | دنیل مونیوز         |
| ۳     | انگلستان | مدافع     | تایریک میچل         |
| ۵     | فرانسه   | مدافع     | مکسانس لکروا        |
| ۶     | انگلستان | مدافع     | مارک گی‌هی (کاپیتان) |
| ۷     | سنگال    | مهاجم     | اسماعیل سار         |
| ۸     | کلمبیا   | هافبک     | جفرسون لرما         |
| ۹     | انگلستان | مهاجم     | ادوارد انکتیا       |
| ۱۰    | انگلستان | هافبک     | ابرچی ازه           |
| ۱۱    | برزیل    | هافبک     | ماتئوس فرانسا       |
| ۱۴    | فرانسه   | مهاجم     | ژان-فیلیپ ماتتا     |
| ۱۷    | انگلستان | مدافع     | ناتانیل کلاین       |
| ۱۸    | ژاپن     | هافبک     | دایچی کامادا        |
| ۱۹    | انگلستان | هافبک     | ویل هیوز            |

| شماره |                     | پست       | بازیکن           |
| ----- | ------------------- | --------- | ---------------- |
| ۲۰    | انگلستان            | هافبک     | آدام وارتون      |
| ۲۱    | انگلستان            | مهاجم     | Romain Esse      |
| ۲۲    | فرانسه              | مهاجم     | اودسون ادوار     |
| ۲۴    | کرواسی              | مدافع     | بورنا سوسا       |
| ۲۶    | ایالات متحده آمریکا | مدافع     | کریس ریچاردز     |
| ۲۸    | مالی                | هافبک     | شیخ دوکوره       |
| ۲۹    | فرانسه              | هافبک     | نائویرو آهامادا  |
| ۳۱    | انگلستان            | دروازه‌بان | Remi Matthews    |
| ۳۴    | مراکش               | مدافع     | شادی ریاض        |
| ۴۴    | آرژانتین            | دروازه‌بان | والتر بنیتز      |
| ۴۹    | انگلستان            | مهاجم     | جسوران راک-ساکیی |
| ۵۵    | ایرلند شمالی        | هافبک     | Justin Devenny   |
| ۵۸    | انگلستان            | مدافع     | Caleb Kporha     |
| ۵۹    | ترینیداد و توباگو   | مدافع     | Rio Cardines     |

### بازیکنان خروجی قرضی
بازیکنان قرضی که در این فهرست ذکر شده‌اند، آنهایی هستند که معمولاً عضو تیم اصلی بوده یا بازیکنان زیر ۲۱ سالی که برای تیم اصلی بازی رسمی انجام داده‌اند یا برای یک بازی رسمی به تیم اصلی فراخوانده شده‌اند.
| ش. | م.            | پست       | بازیکن                                                 |
| -- | ------------- | --------- | ------------------------------------------------------ |
|    |               |           |                                                        |
|    | انگلستان      | دروازه‌بان | اوون گودمن (در ویمبلدون تا پایان فصل ۲۵–۲۰۲۴)          |
|    | انگلستان      | دروازه‌بان | جو ویتورث (در اکستر سیتی تا پایان فصل ۲۵–۲۰۲۴)         |
|    | جمهوری ایرلند | مدافع     | تایو آدارامولا (در برادفورد سیتی تا پایان فصل ۲۵–۲۰۲۴) |
|    | انگلستان      | مدافع     | راب هلدینگ (در شفیلد یونایتد تا پایان فصل ۲۵–۲۰۲۴)     |
|    | فرانسه        | هافبک     | نائویرو آهامادا (در رن تا پایان فصل ۲۵–۲۰۲۴)           |
|    | انگلستان      | هافبک     | دیوید اوزو (در دربی کانتی تا پایان فصل ۲۵–۲۰۲۴)        |
|    | جمهوری ایرلند | هافبک     | کیلیان فیلیپس (در سنت میرن تا پایان فصل ۲۵–۲۰۲۴)       |

| ش. | م.       | پست   | بازیکن                                                   |
| -- | -------- | ----- | -------------------------------------------------------- |
|    |          |       |                                                          |
|    | ولز      | هافبک | جیدن ریموند (در کویینز پارک تا پایان فصل ۲۵–۲۰۲۴)        |
|    | غنا      | هافبک | جفری شلاپ (در سلتیک تا پایان فصل ۲۵–۲۰۲۴)                |
|    | فرانسه   | مهاجم | اودسون ادوار (در لستر سیتی تا پایان فصل ۲۵–۲۰۲۴)         |
|    | انگلستان | مهاجم | جسوران راک-ساکیی (در شفیلد یونایتد تا پایان فصل ۲۵–۲۰۲۴) |
|    | انگلستان | مهاجم | آشر آگبینونی (در گیلینگام تا پایان فصل ۲۵–۲۰۲۴)          |
|    | انگلستان | مهاجم | لوک پلانج (در مادرول تا پایان فصل ۲۵–۲۰۲۴)               |

## افتخارات
| عنوان               | عنوان       | عنوان                     | سطح                       | قهرمانی(ها) | قهرمانی(ها)               | نایب‌قهرمانی(ها) | نایب‌قهرمانی(ها)                                      |
| عنوان               | عنوان       | عنوان                     | سطح                       | ت.          | فصل‌ها                     | ت.              | فصل‌ها                                                |
| ------------------- | ----------- | ------------------------- | ------------------------- | ----------- | ------------------------- | --------------- | ---------------------------------------------------- |
| داخلی               | لیگ         | لیگ برتر                  | ۱                         | ۰           | —                         | ۰               | —                                                    |
| داخلی               | لیگ         | دسته اول                  | ۱                         | ۰           | —                         | ۰               | —                                                    |
| داخلی               | لیگ         | چمپیونشیپ                 | ۲                         | ۰           | —                         | ۰               | —                                                    |
| داخلی               | لیگ         | دسته اول                  | ۲                         | ۱           | ۹۴–۱۹۹۳                   | ۰               | —                                                    |
| داخلی               | لیگ         | دسته دوم                  | ۲                         | ۱           | ۷۹–۱۹۷۸                   | ۱               | ۶۹–۱۹۶۸                                              |
| داخلی               | لیگ         | لیگ یک                    | ۳                         | ۰           | —                         | ۰               | —                                                    |
| داخلی               | لیگ         | دسته سوم                  | ۳                         | ۱           | ۲۱–۱۹۲۰                   | ۱               | ۶۴–۱۹۶۳                                              |
| داخلی               | لیگ         | دسته سوم جنوب             | ۳                         | ۰           | —                         | ۳               | ۲۹–۱۹۲۸، ۳۱–۱۹۳۰، ۳۹–۱۹۳۸                            |
| داخلی               | لیگ         | دسته چهارم                | ۴                         | ۰           | —                         | ۱               | ۶۱–۱۹۶۰                                              |
| داخلی               | لیگ جنگ     | لیگ فوتبال جنوبی          | لیگ فوتبال جنوبی          | ۱           | ۴۱–۱۹۴۰                   | ۰               | —                                                    |
| داخلی               | لیگ جنگ     | لیگ جنوبی دوران جنگ D     | لیگ جنوبی دوران جنگ D     | ۱           | ۴۰–۱۹۳۹                   | ۰               | —                                                    |
| داخلی               | لیگ منطقه‌ای | دسته اول لیگ فوتبال جنوبی | دسته اول لیگ فوتبال جنوبی | ۰           | —                         | ۱               | ۱۴–۱۹۱۳                                              |
| داخلی               | لیگ منطقه‌ای | دسته دوم لیگ فوتبال جنوبی | دسته دوم لیگ فوتبال جنوبی | ۱           | ۰۶–۱۹۰۵                   | ۰               | —                                                    |
| داخلی               | لیگ منطقه‌ای | لیگ یونایتد               | لیگ یونایتد               | ۱           | ۰۷–۱۹۰۶                   | ۱               | ۰۶–۱۹۰۵                                              |
| داخلی               | جام         | جام حذفی                  | جام حذفی                  | ۱           | ۲۵–۲۰۲۴                   | ۲               | ۹۰–۱۹۸۹، ۱۶–۲۰۱۵                                     |
| داخلی               | جام         | فول ممبرز کاپ             | فول ممبرز کاپ             | ۱           | ۹۱–۱۹۹۰                   | ۰               | —                                                    |
| داخلی               | جام         | جام خیریه                 | جام خیریه                 | ۱           | ۲۰۲۵                      | ۰               | —                                                    |
| داخلی               | جام         | جام چالش لندن             | جام چالش لندن             | ۳           | ۱۳–۱۹۱۲، ۱۴–۱۹۱۳، ۲۱–۱۹۲۰ | ۶               | ۲۰–۱۹۱۹، ۲۲–۱۹۲۱، ۲۳–۱۹۲۲، ۳۲–۱۹۳۱، ۳۸–۱۹۳۷, ۴۷–۱۹۴۶ |
| داخلی               | جام         | جام فلودلیت حرفه‌ای جنوبی  | جام فلودلیت حرفه‌ای جنوبی  | ۰           | —                         | ۱               | ۵۹–۱۹۵۸                                              |
| داخلی               | جام         | جام بزرگسالان ساری        | جام بزرگسالان ساری        | ۱           | ۹۷–۱۹۹۶، ۰۱–۲۰۰۰، ۰۲–۲۰۰۱ | ۰               | —                                                    |
| داخلی               | جام         | جام خیریه بزرگسالان کنت   | جام خیریه بزرگسالان کنت   | ۱           | ۱۲–۱۹۱۱                   | ۱               | ۱۳–۱۹۱۲                                              |
| اروپائی / بین‌المللی | جام         | لیگ اروپا                 | لیگ اروپا                 | ۰           | —                         | ۰               | —                                                    |

## مربیان
آمار تا تاریخ ۱۱ مه ۲۰۲۵ به‌روز رسانی و شامل مسابقات برگزار شده است. این فهرست، مربیان موقت را شامل نمی‌شود. تمام مسابقات رسمی محاسبه شده‌اند.

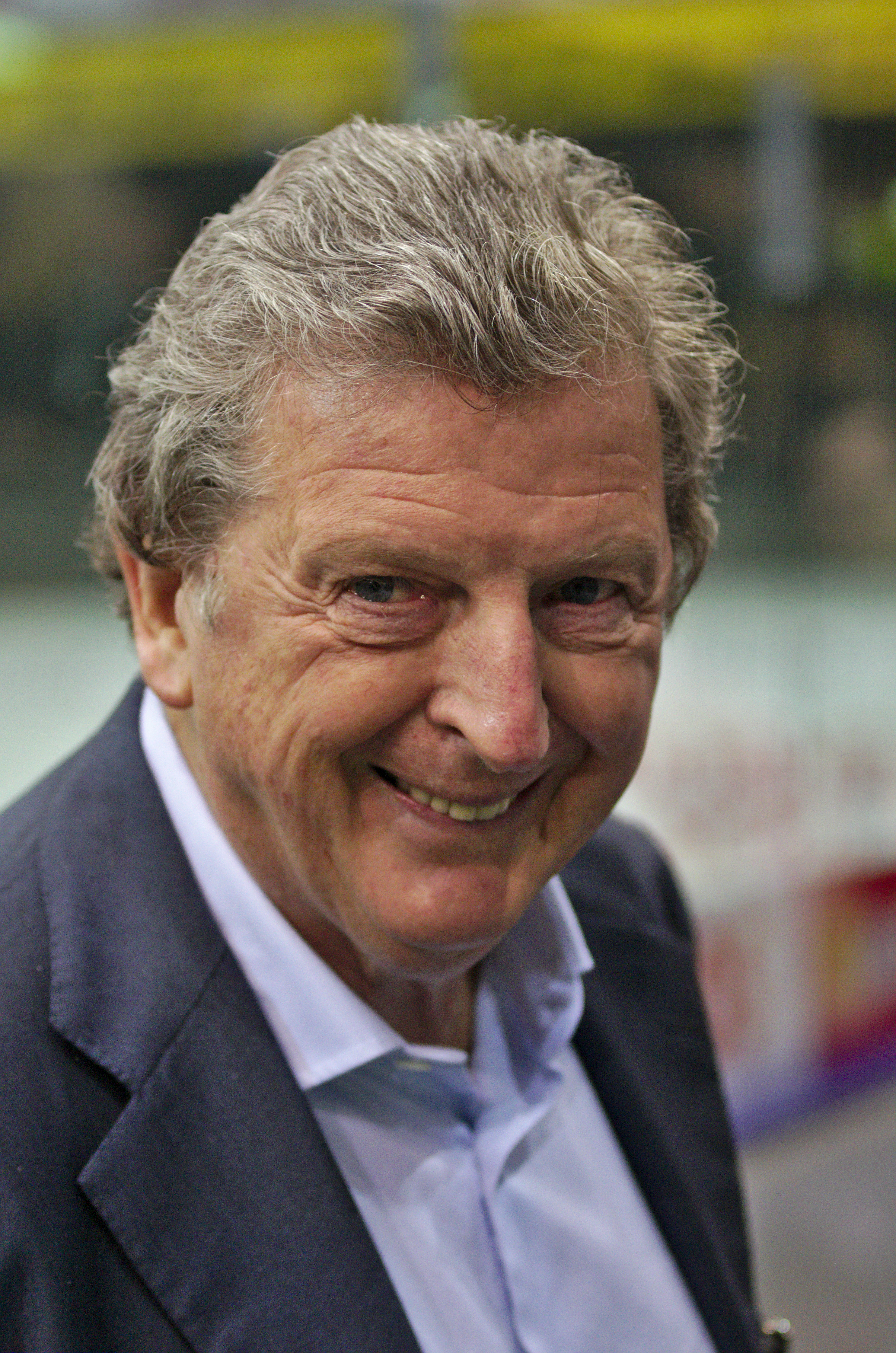
روی هاجسون، که طی دو دوره، بین سال‌های ۲۰۱۷ تا ۲۰۲۱ و ۲۰۲۳ تا ۲۰۲۴، این باشگاه را مدیریت کرد.
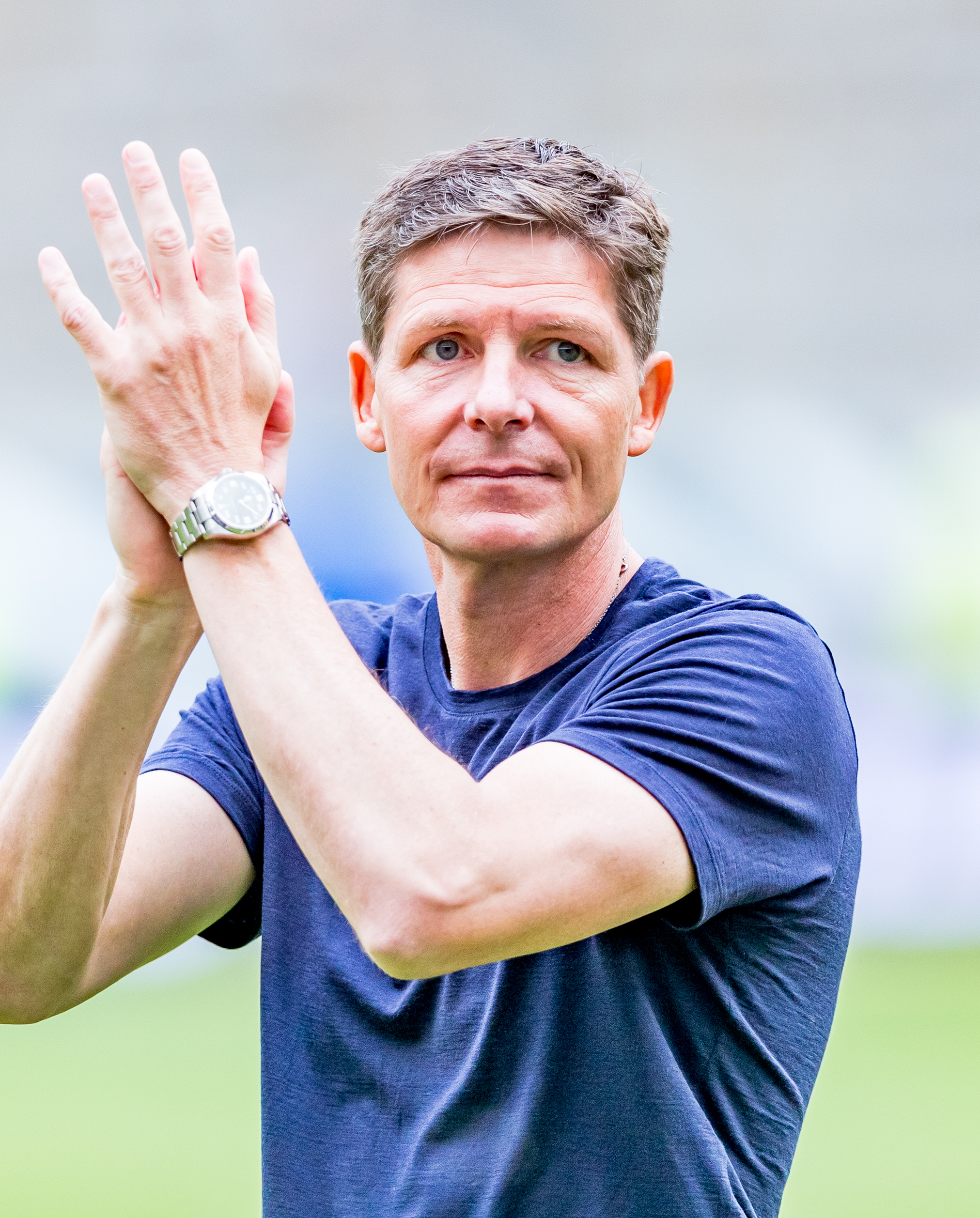
الیور گلاسنر، سرمربی فعلی باشگاه از فوریه ۲۰۲۴.

| نام                  | از                                                 | تا                                              | G   | W   | D   | L   | %   |
| -------------------- | -------------------------------------------------- | ----------------------------------------------- | --- | --- | --- | --- | --- |
| جک رابسون            | ژوئیه ۱۹۰۵                                         | ۳۰ آوریل ۱۹۰۷                                   | ۷۷  | ۳۵  | ۱۸  | ۲۴  | ۰۴۵ |
| ادموند گودمن         | ۱ مه ۱۹۰۷                                          | ۲۴ نوامبر ۱۹۲۵                                  | ۶۱۳ | ۲۴۲ | ۱۶۶ | ۲۰۵ | ۰۳۹ |
| Alex Maley           | ۲۴ نوامبر ۱۹۲۵                                     | ۱۲ اکتبر ۱۹۲۷                                   | ۸۳  | ۳۶  | ۱۶  | ۳۱  | ۰۴۳ |
| Fred Mavin           | ۲۱ نوامبر ۱۹۲۷                                     | ۱۸ اکتبر ۱۹۳۰                                   | ۱۳۲ | ۶۳  | ۳۳  | ۳۶  | ۰۴۸ |
| جک ترسادرن           | ۲۷ اکتبر ۱۹۳۰                                      | ژوئن ۱۹۳۵                                       | ۲۱۳ | ۹۸  | ۴۴  | ۷۱  | ۰۴۶ |
| تام برومیلو          | ژوئیه ۱۹۳۵ 1 ژانویه ۱۹۳۷                           | ژوئیه ۱۹۳۶ ژوئیه ۱۹۳۹                           | ۱۶۲ | ۷۱  | ۴۰  | ۵۱  | ۰۴۴ |
| آر. اس. مویس         | ژوئیه ۱۹۳۶                                         | ۸ دسامبر ۱۹۳۶                                   | ۲۳  | ۶   | ۶   | ۱۱  | ۰۲۶ |
| جرج اروین            | ژوئیه ۱۹۳۹                                         | ژوئیه ۱۹۴۷                                      | ۴۵  | ۱۵  | ۱۱  | ۱۹  | ۰۳۳ |
| جک باتلر             | ژوئیه ۱۹۴۷                                         | ژوئن ۱۹۴۹                                       | ۸۸  | ۲۳  | ۲۴  | ۴۱  | ۰۲۶ |
| رونی روک             | ژوئن ۱۹۴۹                                          | ۲۹ نوامبر ۱۹۵۰                                  | ۶۲  | ۱۹  | ۱۵  | ۲۸  | ۰۳۱ |
| فرد داوز/چارلی اسلید | ۲۹ نوامبر ۱۹۵۰                                     | ۱۱ اکتبر ۱۹۵۱                                   | ۴۰  | ۸   | ۱۰  | ۲۲  | ۰۲۰ |
| Laurie Scott         | ۱۱ اکتبر ۱۹۵۱                                      | اکتبر ۱۹۵۴                                      | ۱۴۵ | ۴۳  | ۴۱  | ۶۱  | ۰۳۰ |
| Cyril Spiers         | اکتبر ۱۹۵۴                                         | ژوئن ۱۹۵۸                                       | ۱۸۱ | ۵۲  | ۵۳  | ۷۶  | ۰۲۹ |
| جرج اسمیت            | ژوئیه ۱۹۵۸                                         | ۱۲ آوریل ۱۹۶۰                                   | ۱۰۰ | ۴۲  | ۲۷  | ۳۱  | ۰۴۲ |
| آرتور روو            | ۱۵ آوریل ۱۹۶۰                                      | ۳۰ نوامبر ۱۹۶۲                                  | ۱۳۲ | ۵۲  | ۳۲  | ۴۸  | ۰۳۹ |
| دیک گراهام           | ۳۰ نوامبر ۱۹۶۲                                     | ۳ ژانویه ۱۹۶۶                                   | ۱۵۰ | ۶۸  | ۴۱  | ۴۱  | ۰۴۵ |
| برت هد               | ۱۸ آوریل ۱۹۶۶                                      | ۳۰ مارس ۱۹۷۳                                    | ۳۲۸ | ۱۰۱ | ۹۶  | ۱۳۱ | ۰۳۱ |
| مالکوم الیسون        | ۳۰ مارس ۱۹۷۳ ۱ دسامبر ۱۹۸۰                         | مه ۱۹۷۶ ۲۶ ژانویه ۱۹۸۱                          | ۱۵۵ | ۵۳  | ۴۸  | ۵۴  | ۰۳۴ |
| تری ونبلز            | ۱ ژوئن ۱۹۷۶ ۹ ژوئن ۱۹۹۸                            | ۱۴ اکتبر ۱۹۸۰ ۱۵ ژانویه ۱۹۹۹                    | ۲۲۰ | ۸۰  | ۷۶  | ۶۴  | ۰۳۶ |
| داریو گرادی          | ۲۶ ژانویه ۱۹۸۱                                     | ۱۰ نوامبر ۱۹۸۱                                  | ۳۰  | ۷   | ۳   | ۲۰  | ۰۲۳ |
| استیو کمبر           | ۱۰ نوامبر ۱۹۸۱ ۱۸ آوریل ۲۰۰۳                       | ژوئن ۱۹۸۲ ۳ نوامبر ۲۰۰۳                         | ۵۳  | ۱۵  | ۱۴  | ۲۴  | ۰۲۸ |
| آلن مولری            | ژوئیه ۱۹۸۲                                         | ژوئن ۱۹۸۴                                       | ۹۸  | ۳۱  | ۲۷  | ۴۰  | ۰۳۲ |
| استیو کوپل           | ژوئیه ۱۹۸۴ ژوئیه ۱۹۹۵ ۲۸ فوریه ۱۹۹۷ ۱۵ ژانویه ۱۹۹۹ | ۲۱ مه ۱۹۹۳ ۸ فوریه ۱۹۹۶ ۱۳ مارس ۱۹۹۸ ۱ اوت ۲۰۰۰ | ۵۶۵ | ۲۲۱ | ۱۴۶ | ۱۹۸ | ۰۳۹ |
| آلن اسمیت            | ۳ ژوئن ۱۹۹۳ ۱ اوت ۲۰۰۰                             | ۱۵ مه ۱۹۹۵ ۲۹ آوریل ۲۰۰۱                        | ۱۶۳ | ۶۲  | ۴۳  | ۵۸  | ۰۳۸ |
| دیو باست             | ۸ فوریه ۱۹۹۶                                       | ۲۷ فوریه ۱۹۹۷                                   | ۶۰  | ۲۹  | ۱۵  | ۱۶  | ۰۴۸ |
| آتیلیو لومباردو      | ۱۳ مارس ۱۹۹۸                                       | ۲۹ آوریل ۱۹۹۸                                   | ۷   | ۲   | ۰   | ۵   | ۰۲۹ |
| استیو بروس           | ۳۰ مه ۲۰۰۱                                         | ۳۱ اکتبر ۲۰۰۱                                   | ۱۸  | ۱۱  | ۲   | ۵   | ۰۶۱ |
| تروور فرانسیس        | ۳۰ نوامبر ۲۰۰۱                                     | ۱۸ آوریل ۲۰۰۳                                   | ۷۸  | ۲۸  | ۲۲  | ۲۸  | ۰۳۶ |
| Iain Dowie           | ۲۲ دسامبر ۲۰۰۳                                     | ۲۲ مه ۲۰۰۶                                      | ۱۲۳ | ۵۰  | ۲۹  | ۴۴  | ۰۴۱ |
| پیتر تیلور           | ۱۳ ژوئن ۲۰۰۶                                       | ۸ اکتبر ۲۰۰۷                                    | ۶۰  | ۲۱  | ۱۶  | ۲۳  | ۰۳۵ |
| نیل وارناک           | ۱۱ اکتبر ۲۰۰۷ ۲۷ اوت ۲۰۱۴                          | ۲ مارس ۲۰۱۰ ۲۷ دسامبر ۲۰۱۴                      | ۱۴۶ | ۵۰  | ۴۵  | ۵۱  | ۰۳۴ |
| پال هارت             | ۲ مارس ۲۰۱۰                                        | ۳ مه ۲۰۱۰                                       | ۱۴  | ۳   | ۶   | ۵   | ۰۲۱ |
| جورج بارلی           | ۱۷ ژوئن ۲۰۱۰                                       | ۱ ژانویه ۲۰۱۱                                   | ۲۵  | ۷   | ۵   | ۱۳  | ۰۲۸ |
| Dougie Freedman      | ۱۱ ژانویه ۲۰۱۱                                     | ۲۳ اکتبر ۲۰۱۲                                   | ۹۰  | ۳۲  | ۲۷  | ۳۱  | ۰۳۶ |
| ایان هالووی          | ۳ نوامبر ۲۰۱۲                                      | ۲۳ اکتبر ۲۰۱۳                                   | ۴۶  | ۱۴  | ۱۴  | ۱۸  | ۰۳۰ |
| تونی پولیس           | ۲۳ نوامبر ۲۰۱۳                                     | ۱۴ اوت ۲۰۱۴                                     | ۲۸  | ۱۲  | ۵   | ۱۱  | ۰۴۳ |
| آلن پاردیو           | ۲ ژانویه ۲۰۱۵                                      | ۲۲ دسامبر ۲۰۱۶                                  | ۸۷  | ۳۵  | ۱۳  | ۳۹  | ۰۴۰ |
| سم الردایس           | ۲۳ دسامبر ۲۰۱۶                                     | ۲۳ مه ۲۰۱۷                                      | ۲۴  | ۹   | ۳   | ۱۲  | ۰۳۸ |
| فرانک دی بوئر        | ۲۶ ژوئن ۲۰۱۷                                       | ۱۱ سپتامبر ۲۰۱۷                                 | ۵   | ۱   | ۰   | ۴   | ۰۲۰ |
| روی هاجسون           | ۱۲ سپتامبر ۲۰۱۷ ۲۱ مارس ۲۰۲۳                       | ۲۳ مه ۲۰۲۱ ۱۹ فوریه ۲۰۲۴                        | ۲۰۰ | ۶۶  | ۴۷  | ۸۷  | ۰۳۳ |
| پاتریک ویرا          | ۴ ژوئیه ۲۰۲۱                                       | ۱۷ مارس ۲۰۲۳                                    | ۷۴  | ۲۲  | ۲۵  | ۲۷  | ۰۳۰ |
| الیور گلاسنر         | ۱۹ فوریه ۲۰۲۴                                      | حال                                             | ۵۸  | ۲۷  | ۱۶  | ۱۵  | ۰۴۷ |

## یادداشت
1. ↑  موثق. امروزه هم استفاده می‌شود، اگرچه رایج نیست.
2. ↑  اگرچه باشگاه حرفه‌ای کریستال پالاس، رسماً در سال ۱۹۰۵ تأسیس شد، اما این باشگاه ادعا می‌کند که فعالیتش در ادامه فعالیت تیم فوتبال آماتور اولیه‌ای است که در سال ۱۸۶۱ تأسیس شده بود.
3. ↑  تا آن زمان، رتبه دهم در پایان فصل ۱۵–۲۰۱۴، بهترین رتبه پالاس در لیگ برتر و ۴۹ امتیازشان در پایان فصل ۱۹–۲۰۱۸، بیشترین امتیاز آنها در انتهای یک فصل از لیگ برتر بود.
4. ↑  این رقابت‌ها در فاصله سال‌های ۱۹۸۵ تا ۱۹۹۲ برگزار شد که با نام حامیان مالیش نیز شناخته می‌شد؛ در فاصله سال‌های ۱۹۸۷ تا ۱۹۸۹ با نام جام سیمود و مابین سال‌های ۱۹۸۹ تا ۱۹۹۲ با نام  جام سیستم‌های داده زنیت برگزار شد. این جام، پس از فاجعه ورزشگاه هیسل و محرومیت باشگاه‌های انگلیسی از رقابت‌های اروپائی ایجاد شد و تیم‌های دو دسته اول و دوم می‌توانستند در آن شرکت کنند.
5. ↑  این تورنمنت، توسط اتحادیه فوتبال لندن سازماندهی شد. اولین بار در سال ۱۹۰۸ برگزار شد و به جز در طول جنگ‌های جهانی، تا سال ۱۹۷۴ که این تورنمنت منحل شد، هر فصل برگزار می‌شد.
6. ↑  بازیکن-مربی

## واژه‌نامه
1. 1 2  The Eagles
2. 1 2  The Glaziers
3. 1 2  Palace
4. ↑  Croydon Advertiser
5. ↑  Raymond Bloye
6. ↑  Holmesdale Road
7. ↑  Matthew Simmons
8. ↑  Kayla